# Titanogomphodon crassus
Titanogomphodon crassus és una espècie extinta de cinodont de la família dels diademodòntids que visqué a Àfrica durant el Triàsic mitjà, fa entre 237 i 247,2 milions d'anys. Se n'han trobat fòssils a Namíbia. Es tracta de l'única espècie del gènere Titanogomphodon. Fou descrit a partir d'un crani fragmentari i és el cinodont del Triàsic més gros conegut. Hi ha autors que el situen en el mateix gènere que el seu parent més proper, Diademodon tetragonus. El nom genèric Titanogomphodon significa ‘gomfodont tità’, mentre que el nom específic crassus significa ‘gras’ en llatí.